# Carnosaur 2
Carnosaur 2  (br: Carnossauro 2) é um filme de terror e ficção científica produzido nos Estados Unidos em 1995 por Roger Corman dirigido por Louis Morneau.
Sequência de baixo orçamento do filme Carnossauro (Carnosaur) (1993).

## Sinopse
Esquadrão especial do exército é enviado para investigar um estranho acidente ocorrido numa base militar subterrânea. Chegando ao local, encontram todos mortos, e descobrem que o local está povoado por dinossauros - o resultado de uma terrível experiência genética.